# 秘宝伝
秘宝伝（ひほうでん）は、大都技研が2006年6月にリリースしたパチスロ機。保通協における型式名は「デンセツヘノミチD」。

## 概要
- 大都技研の「吉宗」「押忍!番長」に続くシャッター液晶付きパチスロ機第3弾として発売された。「押忍!番長」とほぼ同時に検定通過したものの、発売が見送られ一旦お蔵入りになった機種である。吉宗の検定切れによる撤去で、代替機種として予定されていた「吉宗の真の後継機」が4.7号機の最終検定日に間に合わず発売不可能になってしまったため、その代わりに復活での発売となった。これにより、結果的に同社から発売された最後の4号基準（A400型）のストック機となり、2007年6月をもって検定切れのためホールからは撤去された。
- テーマは財宝目的の探検で、主人公レオンとヒロインのシャロンによる冒険物語が進行し、「吉宗」に通じる可愛らしいキャラクターが活躍する。なお「吉宗」「押忍!番長」と異なり、液晶画面の演出は自社開発によるものである。
- ボーナス放出は天井到達と特定役による強制解除のみで、天井以外のゲーム数解除の振り分けられた高期待度ゾーンや浅いゲーム数が天井となる天国モードは存在しない。これは「押忍!番長」や「吉宗」とは大きく異なる点で、ボーナス放出が主に毎回の抽選に依存するために出玉の推移も以前の2機種に比べ多少安定している。
- 特定役を契機に高確率モードに移行し、その高確率モード中のボーナス抽選に当選することでボーナスが放出される点や、その高確率モードに突入しやすくなる「伝説モード」なるモードがあり、その伝説モードに滞在率の異なる2種類のモード（ショート・ロング）が存在するなど、内部システムは「ポパイ」や「アラジン2エボリューション」（いずれもサミー）に類似している。前述の2機種が必ずしも成功したとは言いがたいことから本機種も当初はヒットが危ぶまれたが、高設定域の機械割の高さや、ビッグボーナス中のハズレ・スイカ確率を元にした設定判別が比較的容易であることから、5号機中心の時代を前にトップクラスの人気を得た。
- 天井回転数は、前回ボーナスがビッグだった場合、設定変更後は1200G、レギュラーだった場合は900Gだが、高確率モード中、並びに高確率モードへの移行抽選に当選後の潜伏ゲーム中の回転数はカウントされないため、実際にはもう少し多くなる。
- 「吉宗」「押忍!番長」の特徴であった1G連（ボーナスゲーム中の抽選に当選するとボーナスゲーム終了後1ゲーム目に次のボーナスをそろえられる仕様）はなくなり、それに代わりボーナスゲーム中の抽選に当選するとボーナスゲーム終了後1ゲーム目に高確率モードに突入するのみとなった。
- ただし一部ではあるものの、ボーナスゲーム中の抽選の一部で次のボーナスに当選する振り分けがある。この場合は、ボーナスゲーム終了後1ゲーム目に演出としての高確率モードに突入し8ゲーム以内に当選となる。この演出上の高確率モードは、通常の高確率モードとは異なり、背景が赤いので「赤高確」とも呼ばれる。
- 「赤高確」は通常高確と異なるBGMとなり、高確消化残りG数は表示されず、代わりに象形文字が流れ、ボーナス当選まで無限高確状態となる。
- 本機の演出上の特徴としては、通常はシャッターが半開きの状態であり、演出に発展すると全開するという、以前の同社の機種とは逆の演出がなされている。

- 山梨県では、同県の公安委員会が同機種の設置を認めなかった関係で、県内のパチンコ店に同機種は設置されていない。これは公安委員会側が「4号機の検定申請は2005年中に行うこと」と告知していたにもかかわらず、同機種の検定申請が2006年にずれ込んだことが原因とされている[1]。

## ボーナス確率・出玉率
メーカーが発表している構成は以下のとおり。ビッグボーナスとレギュラーボーナスの割付比率は約1:1とほぼ均等になっている。
| 設定 | BIG確率 | REG確率 | 合算  | 出玉率 |
| ---- | ------- | ------- | ----- | ------ |
| 1    | 1/348   | 1/350   | 1/174 | 95.3%  |
| 2    | 1/322   | 1/321   | 1/161 | 98.7%  |
| 3    | 1/301   | 1/300   | 1/150 | 102.1% |
| 4    | 1/282   | 1/282   | 1/141 | 105.8% |
| 5    | 1/274   | 1/274   | 1/137 | 108.3% |
| 6    | 1/259   | 1/261   | 1/130 | 112.1% |

## シリーズ
後継機として以下の機種が発売されており、「吉宗」「押忍!番長」と並ぶ大都技研の名物シリーズとなっている。
- パチスロ
  - 『秘宝伝〜封じられた女神〜』（2011年2月）
  - 『クレアの秘宝伝〜はじまりの扉と太陽の石〜』（2012年8月）
  - 『秘宝伝〜太陽を求める者達〜』（2012年12月）
  - 『秘宝伝〜伝説への道〜』（2015年12月）
  - 『秘宝伝〜TheLast〜』（2016年5月）
  - 『クレアの秘宝伝〜眠りの塔とめざめの石〜』（2016年8月）[2]
  - 『秘宝伝 Rev.』（2018年5月）[3]
  - 『クレアの秘宝伝 女神の夢と魔法の遺跡』（2018年8月）[4]
  - 『もっと！クレアの秘宝伝 女神の歌声と太陽の子供達』（2021年8月）[5][6]
  - 『秘宝伝　解き放たれた女神』（2021年12月）[7][8]
  - 『ＣＲＥＡ Ｎｅｗクレアの秘宝伝』（2022年9月）[9][10]
- パチンコ
  - 『CR秘宝伝』（2011年5月）
  - 『CR秘宝伝 秘められし時の鼓動』（2017年9月）

## 秘宝伝の登場人物
レオン
面倒くさがり屋だが優しい性格の男の子。幼馴染のシャロンに強引に冒険に連れていかれている様子だが、冒険には興味がある模様。通常画面では常にアグリーとともに遺跡の中を散策している。
シャロン
レオンの幼馴染。レオンよりも活発な女の子で秘宝探しの冒険も彼女が見つけてレオンを誘った（というよりは強引に連れ出してきた）。通常画面には出現せず、何らかのチャンスとともに現れることが多い。大好物はラーメン。
アグリー
レオン・シャロンの後をついていく精霊。レオンのご先祖様の霊であり、レオンの守護霊。PS2版のシミュレータソフトでは、登場人物をその音声つきで紹介するオープニングに、なぜかアグリー紹介時にも音声が入っている。（その音声がアグリーのものかのなのかどうかは不明）。
クレア
宝物庫にいる人間の運勢を司る精霊。生前は王女様だったが、溺愛していた弟を残し病死。レオンが弟に似ていることから手助けをしてくれる。アグリーとの関係性は不明。
ハルト
本機の悪役のひとり。失敗ばかりのナルシスト。マーヤに尻に敷かれているようだが、本人は頼りにされていると勘違いしている。
マーヤ
ハルトと行動するもうひとりの悪役。レオンとシャロンからお宝を横取りしようとしている首謀者。高飛車でわがままでドＳ。ハルトとは正反対の性格で直感で突き進むタイプの女性。
レオンの親父
「親父出現演出」のみに登場するキャラ。マイナー考古学者であり、レオンの幼少期に遺跡の発掘へ出かけたきり音信不通となっていた。遺跡発掘への情熱は誰よりも勝っていると自負している。作中で息子により発見され、後継機種では「遺跡調査会社」を起こしてメンバーをスカウトして遺跡の調査を継続させている。

## 小役成立確率
本機は全ての小役を毎Gのレバーオンで完全抽選しており、その抽選確率には設定差がある。ここでは通常時とBIGボーナス消化時の小役成立確率をそれぞれまとめた。
通常時の小役成立確率
| 設定 | ﾘﾌﾟﾚｲ | ﾍﾞﾙ    | ｽｲｶ    | ﾁｪﾘｰ   | ﾁｬﾝｽ目 | 強ﾁｬﾝｽ目 | 内部BIG | 内部REG |
| ---- | ----- | ------ | ------ | ------ | ------ | -------- | ------- | ------- |
| 1    | 1/7.3 | 1/9.04 | 1/93.6 | 1/64.0 | 1/78.1 | 1/1933.4 | 1/238.3 | 1/239.2 |
| 2    | 1/7.3 | 1/9.04 | 1/93.6 | 1/64.0 | 1/74.0 | 1/1546.7 | 1/238.3 | 1/239.2 |
| 3    | 1/7.3 | 1/9.04 | 1/93.6 | 1/64.0 | 1/70.9 | 1/1288.9 | 1/238.3 | 1/239.2 |
| 4    | 1/7.3 | 1/9.04 | 1/93.6 | 1/64.0 | 1/67.5 | 1/1074.1 | 1/238.3 | 1/239.2 |
| 5    | 1/7.3 | 1/8.74 | 1/93.6 | 1/64.0 | 1/66.3 | 1/966.7  | 1/238.3 | 1/239.2 |
| 6    | 1/7.3 | 1/8.51 | 1/93.6 | 1/64.0 | 1/63.6 | 1/859.3  | 1/238.3 | 1/238.3 |
BIGボーナス消化時の小役成立確率
| 設定 | ﾘﾌﾟﾚｲ | ﾍﾞﾙ    | ｽｲｶ    | ﾁｪﾘｰ   | 強ﾁｪﾘｰ  | ﾁｬﾝｽ目 | ﾊｽﾞﾚ   |
| ---- | ----- | ------ | ------ | ------ | ------- | ------ | ------ |
| 1    | 1/3.7 | 1/1.77 | 1/32.8 | 1/32.0 | 1/128.0 | 1/80.0 | 1/10.0 |
| 2    | 1/3.7 | 1/1.75 | 1/29.8 | 1/32.0 | 1/128.0 | 1/80.0 | 1/11.2 |
| 3    | 1/3.7 | 1/1.72 | 1/27.3 | 1/32.0 | 1/128.0 | 1/80.0 | 1/12.6 |
| 4    | 1/3.7 | 1/1.70 | 1/25.2 | 1/32.0 | 1/128.0 | 1/80.0 | 1/14.5 |
| 5    | 1/3.7 | 1/1.68 | 1/23.4 | 1/32.0 | 1/128.0 | 1/80.0 | 1/17.1 |
| 6    | 1/3.7 | 1/1.66 | 1/21.8 | 1/32.0 | 1/128.0 | 1/80.0 | 1/20.7 |

## 主な演出（通常時）
出現条件や確率などは設定やゲーム数、滞在中のモードなどによって異なる。尚、高確移行条件になっているにも関わらず、移行しない場合、その時点でボーナスが確定している。
ユラーリ（幽霊）通過演出
歩行中のレオンの後ろを幽霊が通過する。幽霊の色で小役をナビ。白ユーラリはハズレ及び全役に対応している。小役矛盾演出で高確移行又はボーナス確定。なお、黒はチャンス目に対応しており、高確率モード突入も確定。伝説モード滞在中はこの演出が4Gに1回の割合で出現するようになる。
シャッターこじ開け演出
歩行中のレオンとアグリーがシャッターをこじ開けようとする。シャッターが開くと、成立している小役又は高確、ボーナス絵柄が出現。またシャロンが登場し、各種の演出へ発展する場合もある。こじ開け失敗時に小役が揃うと高確率モード確定。
壁画演出
レバーオンでレオンが左を向き、第一リール停止で壁画に画面が切り替わる（壁画に切り替わらなければ小役ハズレ）。壁画の絵柄によって小役をナビするが、小役が揃わなければ各演出に発展。壁画にPyramid Chanceと表示された場合は高確率移行が確定する。画面が壁画に切り替わらずに小役が揃った場合も高確率移行確定。
地震演出
レバーオンで地震発生。成立する小役がレオンの頭上に落ちてくるか、シャロンが落ちてきて各演出へ発展。シャロンが降ってくるタイミングによって成立役を見分けることができる。具体的に、レバーオン直後第一リールが停止する前に落下してきた場合はチェリー成立、第一リール停止後に落下してきた場合はスイカ、ハズレ、チャンス目のいずれかが成立。いずれも矛盾演出で高確かボーナス確定。
筐体点灯演出
レバーオンとともに筐体周囲のイルミネーションが点灯し、小役成立を示唆。この時、成立役によって消灯するリールの数が変化する。無消灯の場合はリプレイ、第一リールのみ消灯でチェリー、第一と第二リール消灯でベル、全リール消灯でハズレ目又はチャンス目が成立。リール消灯数に成立小役が非対応で高確かボーナス確定。
トロッコ演出
主に地震演出などから発展。レオンとシャロンがトロッコに乗車。(1)「急カーブを曲がりきる」→(2)「ガケを跳び越える」の2段階演出になっており、最後までたどり着ければ高確率モードに移行。トロッコにエンジンが付いていたり、レバーオン時に「いくぜ!!」のテロップ出現で期待高。また失敗(MISS)しても、復活する場合もある。復活した場合は高確移行が確定する。ジェットエンジンを積んでいるトロッコが出ると、高確移行の期待が大きくなる。
トラップ演出（床抜け→石の球→ドラゴン）
主に壁画演出などから発展。(1)「突然床が崩れる」→(2)「大石の球が転がってくる」→(3)「ドラゴンが出現し炎を吹く」の3段階演出になっており、すべての難関を避けることが出来れば高確率モードに移行する。こちらも復活演出アリ。なお、いきなり(3)のドラゴンが出現すると高確率モードへの移行の期待が大きくなる。稀に（2）が無く、（1）と（3）だけのこともある。
なお、シャッターこじ開け演出の際、シャロンが右側から登場した後にトロッコ演出かトラップ演出に発展すれば、その時点で高確移行が確定。
石版演出
通路の奥から、図柄が描かれた石版が次々と落下してくる。小役ナビはなく、ボーナス図柄か高確図柄、✖️の3種のみ。最後の石版に書かれた絵柄が当選する。
おばけルーレット演出
主に壁画演出の外れから発展。シャロンが手榴弾で壁を壊すと、外でお化けがルーレットを回し、止まった絵柄が当選。小役ナビはなく、ボーナスか高確率モード突入、外れの3種のみ。ルーレットを回すのがミイラの場合は期待高。ルーレットが外れた後に巨大なお化けが登場し、高確図柄を持ち上げる場合や巨大な骸骨が登場し図柄を変える演出もある。（最後の✖️停止時にお化けが舌を出していないと骸骨登場が確定となる。）
シャロンの目
リール第3停止時に画面が暗転し、シャロンの目が出現。チャンス目成立後8G以内に表示されたものは期待度が高いが、近時にチャンス目もきていない通常回転中のこの演出はガセの場合がほとんどである。（伝説モード滞在中は例外）
悪役演出
本ゲーム中の悪役（ハルトとマーヤ）の二人組登場。演出としては、(1)「横取りされた地図の奪取」（地図発見演出）と　(2)「落とし穴→壁が閉まる」（脱出演出）の二種類がある。(1)の場合は取り返した地図に「MAXBETをたたけ」と書いてある場合は次のゲームで高確率へ移行する。それ以外は登場キャラや結果によって高確率モード突入への期待度が変化。(2)は壁をこじ開ければ、高確率モードに移行する。
宝箱発見演出
レバーオンで、シャロンが宝箱を発見する画面に移行。宝箱の中から出てくるものは、ボーナス絵柄、高確図柄、宝石、骸骨のいずれか。宝石が出てくれば、チェリー、スイカ、チャンス目のいずれかが成立している。チャンス目も出ず、小役も揃わなければボーナスor高確率モード確定。ただし、レア役(チェリーやスイカ)は目押しをしないと取りこぼすことも多く、取りこぼした場合は宝石が出て役が揃わなくても、高確、ボーナス確定ではないので注意。
ファンファーレ演出
レバーオンと共にファンファーレが鳴り、音声で小役をナビ。（グリーン=スイカ　など小役の色を英語でナビ）対応役外れで高確率orボーナス。尚、ブラックと鳴れば、その後の高確率ゾーンでボーナスが確定する。
骸骨登場演出
レバーオンと共に「チュイーン」と鳴り、巨大な骸骨が登場する。ボーナス図柄、高確図柄、✖️の中から抽選される。殆どの場合、高確図柄に止まるが、稀にボーナス図柄や✖️に止まることがある。

## 高確率移行契機
本機は性質上、高確率が流れのカギを握ることが多く、移行契機を紹介する。
1. チャンス目を出現させ、移行抽選に当選する。
2. 通常時出目の一部で移行抽選に当選する(大概は伝説モード滞在時のみ)。
3. BIGボーナス消化中に強チェリー又はチャンス目を出現させ、移行抽選に当選する。
4. JACゲーム消化中にハズレを出現させ、移行抽選に当選する(JACハズレ確率は1/65536と激低)。

移行抽選当選期待度
チャンス目出現時からの高確率移行抽選当選期待度には設定差があり(伝説モード滞在中は設定差なし)、下記の表にまとめた。
| 設定 | 通常モード滞在 | 伝説モード滞在 |
| ---- | -------------- | -------------- |
| 1    | 31.2%          | 37.5%          |
| 2    | 32.4%          | 37.5%          |
| 3    | 34.0%          | 37.5%          |
| 4    | 35.1%          | 37.5%          |
| 5    | 35.5%          | 37.5%          |
| 6    | 38.7%          | 37.5%          |
重複抽選について
本機は通常時の演出のところでも述べたように、毎回のレバーオンで役を完全抽選しているため、チャンス目出現による重複抽選が行われることがある。
例→チャンス目が出現し、演出発展中の回転で再びチャンス目を出現させた場合
このパターンになると、それぞれ別のチャンス目出現と見なされ、抽選が重複する。即ち、最初のチャンス目出現時は移行抽選に当選していたのにもかかわらず、2回目のチャンス目出現時の抽選によって抽選当選が消滅することが起こりうる。反対に、最初のチャンス目出現時では移行抽選に外れていたものが、2回目のチャンス目出現時の抽選によって抽選に当選することもある。

## 高確率モード
各種演出から移行するモード。このモードに突入するとシャッターが全開になり、ピラミッドの精霊クレアが祈り、レオンとシャロンが財宝を探索する画面に切り替わる（音楽や効果音も変化する）。高確率には規定ゲーム数があり、それを消化しきる前にチャンス目（ピラミッド図柄）のフラグもしくは通常はずれ目によるRT解除当選を引く事ができれば、その時点でボーナスが確定する。
高確率の規定ゲーム数は10G・20G・255Gのいずれかにあらかじめ振り分けられている。振り分け率は、10Gが75%、20Gが21.9%、255Gが3.1%。20ゲームを越えても、RT解除に当選していないのに高確率が継続していれば、255G高確であったことが確定する。このパターンになると、画面下に残りG数が表示されず、代わりに象形文字が流れる。赤高確時も同様になる。高確率モード中のRT解除率は1/16.8となっている。ただし、小役当選時は抽選を行わない。こちらも通常時と同様毎G完全抽選である。
また、まれに背景全体が赤色になる「赤高確率」に移行する場合もある。このモードになった場合はボーナスが確定するまで高確率が継続するが、赤高確は突入から8G以内に確実にボーナスに当選する仕組みになっている。

### 主な演出（高確率時）
クレア祈り演出（その1）
レバーオンでクレアが出現。「頑張って」との声と共に祈りを捧げ、降って来るパーセンテージでボーナス期待度を告知。数値（パーセンテージ）は1%,10%,20%,30%,50%,80%,100%の7種がある。1%,100%はボーナス確定。数値のかわりにマーヤ&ハルトの悪役二人組が降ってくるのは小役ハズレに対応。ただし、そのとき小役が揃った場合は既にRTが解除されており、その後ボーナスを揃えることができる。50%を超える数値が出れば期待度大。
クレア祈り演出（その2(高確率継続演出)）
高確率の規定ゲーム数を消化し終わった後、MAXBETボタンを押した際に発生する。通常画面に戻らずに「お願い」という声とともに、祈りを捧げるクレアが出現。もう一度高確率を10G行えるようになる。尚、その10Gを消化しきった後、極稀にさらにクレアが出現することがある。この場合、振り分けで255Gの高確率当選若しくは既にRT解除済みの状態が確定する。又、この演出発生時、既にRT解除抽選に当選済みの場合の一部で、高確率時の背景が赤くなることがある。
宝箱発見演出
レバーオンで、シャロンが宝箱を発見する画面になる。演出自体は通常時と同じであるが、宝石出現で小役ハズレはボーナス確定となる。
神の声
レバーオンで突然画面が暗転（リール部分含む）すると神の声演出に発展。「チャンスなのか?」→「否!」→「熱すぎなのか?」→「否!」→「鉄板!」の順に継続し、期待度が上昇する。「否！」の部分で「そうだ!」の相づちが入ると演出終了。この演出は発展するごとにボーナスの期待度が高まるもので、「鉄板!」への途中で演出が終了しても期待度が0というわけではない。「鉄板!」まで演出が進行すれば、ボーナス確定となる。
色違いアグリー
高確率中に画面を手前から奥へアグリーが移動する。外れかボーナス（RT解除役含む）のいずれかが確定。アグリーの色による期待度は、高い順に黒→紫→白→黄で、黒はRT解除が確定となっている。
ミニメカレオン出現
レバーオン時にミニメカレオンが出現。RT解除役又はチェリー成立。
レバー効果音演出
レバーオンの際、通常時とは異なる効果音が発生。テロロロロン♪の効果音は小役成立を示唆している。小役不成立でボーナス確定。ドラゴンの鳴声では小役かチェリー成立を示唆するが、小役かチェリー（チェリーは目押しで）が揃わなければボーナス確定。
親父出現演出
レバーオンで「息子よ」の声と共にレオンの父親が出現し、感動的 (?) な再会を果たす。BB確定のプレミア演出。演出中はなぜかリール部分が赤色に発光。

## ボーナスゲーム
秘宝伝のボーナスゲームには7揃いのビッグボーナス (BB) と、Pyramid揃いもしくは7-7-Pyramid絵柄のレギュラーボーナス (RB)の2種類がある。ビッグボーナスは規定ゲーム数である30Gを消化、もしくはJACゲーム（リプレイが揃う事によって始まる1枚掛け専用ゲーム。8回入賞でJAC終了。最大12Gまで。）に3回当選し、それを消化し終えた時点で終了する。レギュラーボーナスはJACゲーム1回で終了。
ボーナスゲーム中は、レバーオンの際ベル・スイカ・リプレイ成立時に小役ナビが発生する。ただし、チェリー成立のときはナビがない。ナビがない場合は基本的にチェリーかハズレであるが、チャンス目の可能性もある。また、小役ナビはナビする小役によって効果音が異なっているため、音でも判別は可能である。
概要でも述べたとおり、本機は1G連機能を搭載していないため、以下のボーナスゲーム中における特殊演出があると高確率モード以上の当選確定となる。
1. ビッグボーナス中にレオンの背後が突然暗転し、ウジャト眼が出現（2枚(中段)チェリーなどのチャンス目フラグを引いた場合）。
2. ビッグボーナス終了直後に出現する壁画が、レオンとシャロンとアグリに変化。
3. ビッグボーナスの規定ゲーム数である30G中に、リプレイフラグを引いた回数が2回以下。いわゆる強制パンク状態。
4. JACゲーム中にハズレが発生（レギュラーボーナス中も有効）。このときリールフラッシュなどの特別な演出は発生しないが、内部ではJACハズレ時に強チャンス目(前述)が成立している。発生確率は1/65536で、これら4つの中ではもっとも出現率が低くなっている。

なお、ビッグボーナス中の音楽が通常時と異なっている場合は、伝説モードロング滞在中が確定となる。ただし、ボーナスゲーム終了直前の抽選結果によっては終了後通常モードに転落する。

## プレミア演出

### 通常時

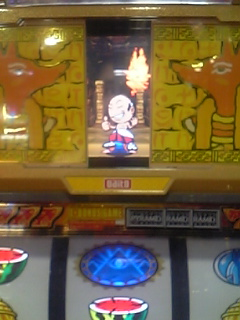
吉宗のザコ出現

- 強チャンス目 - リール上にあるピラミッドシンボル（ピラミッドにウジャト眼の絵柄が描かれた青い絵柄）が揃う。伝説目。
- 幽霊通過演出 - レオンの背後を幽霊の替わりに天使群が通過する。
- シャッター演出 - シャッターをこじ開けたときに、8頭身のシャロンが出現する。
- 地震演出 - 天井から「吉宗」のザコが降ってきてポーズ。
- トラップ演出 - (3)のドラゴンの代わりに、巨大メカレオンが登場。メカレオンから「あたり」と書かれた旗が発射される。（ただし「あたり」と言っても、高確率モードの当選であり、ボーナス当選ではない）
- トロッコ演出 - (2)で普段はつながっていない線路がつながっている（線路がつながっていてもレオンはいつも通りにジャンプで切り抜けようとするため、ふだんから演出を一気に消化していると気付きにくい。）
- 宝箱演出 - シャロンが宝箱を開けて、ラーメンどんぶりを持ち上げる。このときはチャルメラの音が鳴る。
- その他
  - 天井から「シェイク」のサボハニが降ってきてレオンの横を走り抜ける。
  - シャッターが一瞬開き「熱中　御礼」とかかれている
  - シャッターが一瞬開き「狂熱　狂熱」とかかれている
  - レオンの頭が巨大化する
  - レオンがクレアを妄想
  - 第三ボタン停止時に「こっちに来て...」とささやく。

### 高確率モード中
- 宝箱演出 - シャロンが宝箱を開けて、ラーメンどんぶりを持ち上げる。このときはチャルメラの音が鳴る。
- その他
  - 画面中央に「V」マーク表示。
  - 突然画面に障子が閉まり、お化けが大写しになる（「吉宗」の高確率中の家紋アタックのパロディ）

## ゲーム
- 大都技研公式パチスロシミュレータ 秘宝伝（大都技研、PlayStation 2、2006年）
- 大都技研公式パチスロシミュレータ 秘宝伝・押忍!番長・吉宗DS（パオン、ニンテンドーDS、2007年）